# Corrente del Portogallo

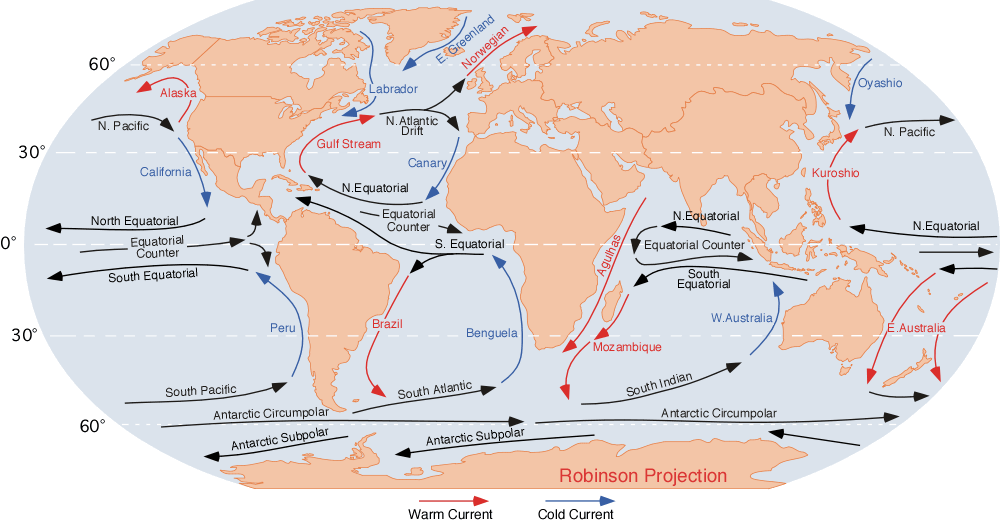
Le principali correnti oceaniche

La corrente del Portogallo è una debole corrente oceanica calda che fluisce in direzione sudest verso le coste del Portogallo.
La corrente trae origine dal movimento verso est delle acque causato dalla corrente nord-atlantica.